# جنگ استقلال اریتره
جنگ استقلال اریتره (انگلیسی: Eritrean War of Independence) جنگی بود که از اول سپتامبر سال ۱۹۶۱ تا ۲۹ مه سال ۱۹۹۱ به مدت ۲۹ سال و هشت ماه و ۴ هفته بطول انجامید. این جنگ بین دولت اتیوپی و جدایی طلبان اریتره، قبل و در طول جنگ داخلی اتیوپی رخ داد. این جنگ در زمان استقلال اریتره از اتیوپی آغاز شد.

## پیشینه
بعد از جنگ جهانی دوم، اریتره بخشی از اتیوپی شده بود. هر دو کشور از سلطه ایتالیا آزاد شده بودند. بعد از جنگ جهانی دوم اتیوپی ادعا کرد که اریتره بخشی از کشورش است. در اوائل سال ۱۹۵۰خواسته‌های اتیوپی محقق شد چرا که مجمع عمومی سازمان ملل متحد اریتره را به اتیوپی به عنوان یک استان اتیوپی شناسایی کرد.
پس از کودتای مارکسیستی سال ۱۹۷۴ در اتیوپی که نظام پادشاهی این کشور سرنگون شد، اتیوپی تا پایان دهه ۱۹۸۰ از پشتیبانی شوروی برخوردار بودند، ولی در زمانی که گلاسنوست و پرسترویکا سیاست‌های خارجی مسکو را تحت تأثیر قرار داد و کمک‌های اتحاد جماهیر شوروی به این کشور قطع شد.

## رای استقلال

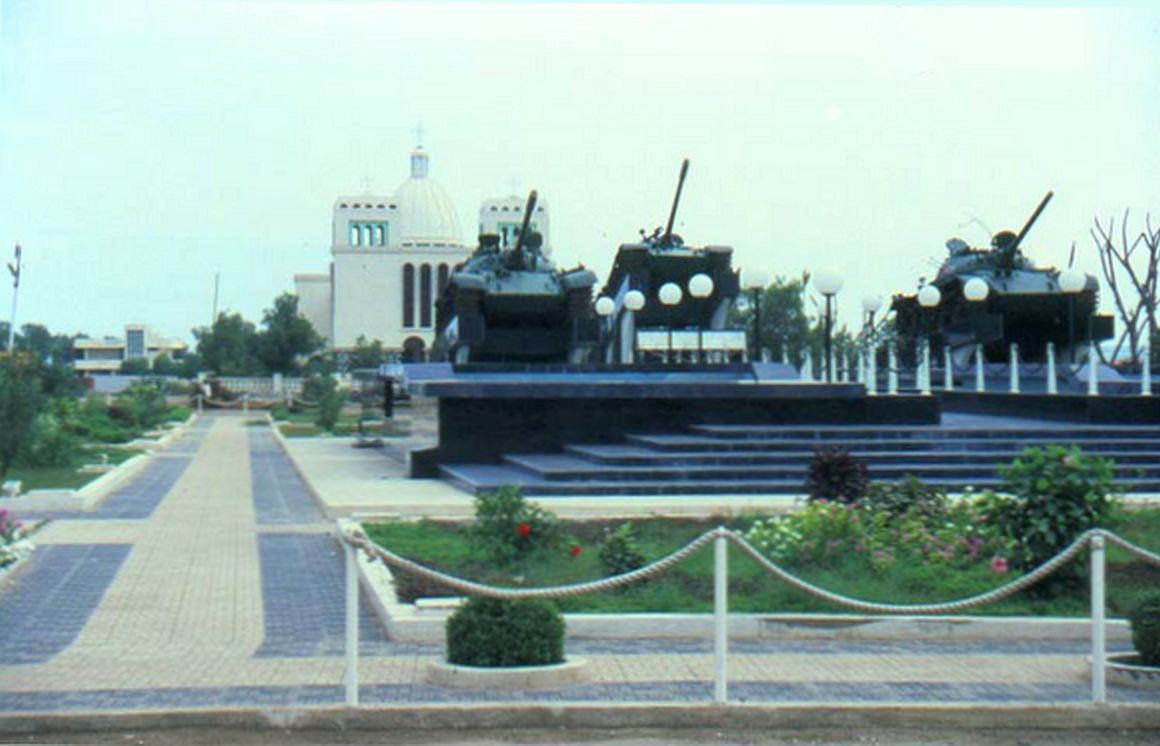
میدان یادبود جنگ در ماساوا، اریتره.

هنگامی که جبهه آزادیبخش خلق اریتره نیروهای اتیوپی در اریتره را شکست داد با کمک جبهه دموکراتیک انقلابی خلق اتیوپی، کنترل جمهوری دموکراتیک خلق اتیوپی را بدست گرفت. در آوریل ۱۹۹۳ مردم اریتره در یک همه‌پرسی به استقلال رای دادند.
دو گروه اصلی شورشی، جبهه آزادیبخش اریتره و جبهه آزادیبخش خلق اریتره، در دو جنگ آزادسازی این کشور شرکت داشتند.